# Donato Paolo Conversi
Donato Paolo Conversi (Matera, 1697 – Turi, 1760) è stato un pittore italiano.

## Biografia
Il secondo dei tre fratelli Conversi, famiglia di pittori materani, il più prolifico dopo Vito Antonio.
Nacque a Matera; è lui stesso a dichiararlo nella grande tela di San Francesco da Paola della Chiesa del Purgatorio a Casamassima, dove annota in basso, a caratteri cubitali: 
 Il quadro è la sua prima opera autografa realizzata per un committente della Terra di Bari. Dello stesso anno è anche la prima tela a Turi: la Madonna del Carmine e Santi della chiesa francescana di San Giovanni Battista.
A quella data Donato Paolo ha già lasciato da un paio d'anni l'allora capoluogo della Basilicata, che probabilmente lo vide nascere intorno al 1697, per stabilirsi definitivamente a Turi, un piccolo borgo di 2000 anime che al pari di Matera conosce un certo fervore urbanistico. L'11 febbraio 1720, nella Collegiata turese dell'Assunta, si unisce in matrimonio con Perna Micuti, una sua coetanea appartenente al ceto benestante. La nuova famiglia dovette nascere con la benedizione del barone Francesco III Moles e della baronessa Maria Angela Palmieri, che sei mesi dopo (banale svista nella trascrizione o matrimonio riparatore?), il 29 agosto per la precisione, sono padrini di battesimo di Vito Domenico Conversi, il primogenito della coppia.
Il punto di svolta nella vita del pittore potrebbero essere stati i contatti con i Venusio, ricca ed emergente famiglia materana che in quegli anni avvia una lunga trattativa legale con i Moles di Turi per la cessione del feudo, quale giusto risarcimento di un ingente debito di gioco contratto dalla casata d'origine ispanica.
A Turi il Materano si inserisce bene; preziose a questo proposito sono le informazioni contenute nei documenti conservati presso gli archivi cittadini: il Catasto onciario databile al 1750, gli Stati delle Anime e i vari Registri della Collegiata.
Lo aiutano nell'inserimento professionale e sociale influenti agganci con i maggiorenti locali (i Musacco, i Palmisano, i Gonnella, tanto per fare dei nomi), facilitati dalla posizione sociale della famiglia della sposa. Dominante, tuttavia, sarà nel tempo il legame con i Riformati del locale Convento di San Giovanni, che saranno i più costanti committenti del pittore, al quale affidano spesso lavori, tanto che ancora oggi la chiesa di San Giovanni Battista, nonostante le molte trasformazioni subite, è il luogo che conserva il maggior numero di sue opere. Uno zio prete della moglie Perna, don Nicolò Giovanni Micuti, è inoltre membro stabile del Reverendo Capitolo della Collegiata (dove siede anche un altro Micuti). Ed egli sarà fino alla morte, avvenuta nel 1756, registrato negli Stati delle Anime sempre in convivenza abitativa con la famiglia del pittore, in «una casa con il suo sottano, al vicinato della Chiesa Madre», dove Donato Paolo tiene anche la sua bottega di pittore.
Quella di Donato Paolo dovette essere una vita matrimoniale vissuta semplicemente e religiosamente, cadenzata dalla gioia per le tante nascite (ne sono documentate nove) ma anche funestata da tanti lutti per la prematura scomparsa del primogenito Vito Domenico nel 1747 (a soli 26 anni) e Giovanni Battista (pittore di professione come il padre) nel 1752, a soli 23 anni. A pochi mesi dalla nascita, poi, scompaiono Giuseppe Nicola I, Francesco Saverio, Giuseppe Nicola II, Giuseppe Nicola III, morti tutte ben documentate nel Registro dei bambini. Nel 1750 sarà la volta della moglie Perna, che muore lasciando alle dirette cure del marito cinquantatreenne i due ultimi figli: il quindicenne Giuseppe (a quell'età già «pittore di professione», come è scritto nel Catasto Onciario) e il tredicenne Francesco Antonio, «scolaro». La secondogenita Maria Grazia, invece, nel 1747 era andata in sposa all'influente «giudice a' contratti» Diego Spinelli.
La permanenza di Donato Paolo nella terra di Turi registra, oltre a successi strettamente professionali, anche prestigiosi incarichi istituzionali.
Nel 1745 il pittore affianca il sindaco Francesco d'Eramo nella gestione dell'Università, risultando uno dei 4 eletti, il ristretto consiglio comunale formato da persone di fiducia del Barone e ratificato dal voto dei cittadini possidenti. Carica che ripete nel 1754 con il sindaco Vito la Porta. Si tratta di incarichi che dimostrano, ancora una volta, il solido rapporto di fiducia con il barone Francesco III Moles, in quanto la gestione dell'Università è solo formalmente autonoma, mentre in realtà rimane sottoposta ad un ferreo potere di veto proprio da parte della Signoria cittadina.
Negli stessi anni Donato Paolo, e poi anche il genero Diego Spinelli (che ritroviamo spesso tra gli eletti) e il figlio più piccolo Francesco Antonio, siedono quali membri secolari della Confraternita del SS. Rosario e, in quanto tali, chiamati ad eleggervi il Priore. Presenze che probabilmente faciliteranno alcune committenze anche nella Collegiata, in anni che rappresentano l'apice professionale e sociale del pittore.
Donato Paolo Conversi dal 1756, però, scompare dallo Stato delle Anime e dai Registri ecclesiastici, insieme ai figli Giuseppe e Francesco Antonio e allo zio-prete don Nicolò Giovanni. Se di quest'ultimo si sa con certezza, in quanto è scritto, della morte, avvenuta in agosto, degli altri le tracce scompaiono o si fanno meno lineari: di Francesco Antonio, ad esempio, vi è traccia di un matrimonio con una certa Maria Giuseppa Catalano; di Giuseppe si può concretamente ipotizzare il trasferimento a Valenzano, dove realizza e firma alla maniera del padre un ciclo di affreschi con Storie francescane che tuttora orna il chiostro della bella chiesa conventuale di Santa Maria di San Luca.
Riguardo a Donato Paolo, invece, è possibile che qualche foglio sparso del Registro dei Morti si sia perso prima di essere ricopiato, facendo perdere la traccia certa dell'avvenuto decesso, nel 1756. Oppure è possibile che abbia voluto seguire il figlio Giuseppe a Valenzano.
Da quell'anno la presenza della stirpe di Donato Paolo Conversi a Turi si fa molto più incerta, rimanendo testimoniata ancora per qualche tempo dalla sola figlia secondogenita Maria Grazia.
Del Materano, al di là delle incertezze anagrafiche, restano un buon numero di opere, lì  in paziente attesa di essere rivalutate insieme alla figura di questo semplice pittore di santi, che è l'unico tra i pochissimi documentati, ad aver lasciato un'abbondante traccia di sé nel contesto artistico turese.

## Opere
L'arte di Donato Paolo Conversi si inserisce nel variegato filone della pittura devozionale meridionale chiamata, a partire dal XVII secolo, a dare fiato e concretezza al rinnovamento di immagini e di culto sancito dalla Controriforma Tridentina.
Pittura, quella del Conversi, dal linguaggio asciutto, immediato, popolare, che non indugia più di tanto sui particolari ma va dritta al cuore del messaggio, senza cioè quegli «inutili e dannosi orpelli» stigmatizzati dal vescovo polignanese Pompeo Sarnelli, assai critico contro la pittura frivola e stravagante, molto di moda presso le élite culturali e sociali che all'arte si rivolgevano per accrescere prestigio e potere.
Il Conversi, come spesso accade ai tanti pittori delle contrade di provincia, va al sodo, dando a Santi e Madonne il ruolo di santini dove predomina una certa staticità compositiva e un riferimento esplicito alle storie raccontate in uno spirito che si potrebbe definire francescano nei modi e nei mezzi, certamente molto apprezzato dalla modesta committenza turese. Dopo tutto, è ciò che a lui chiedono in primis i frati del convento di San Giovanni, e poi anche il Capitolo, i Padri Scolopi, le Clarisse e, probabilmente (ma in questo caso gli indizi si fanno assai rari, se non inesistenti) anche il barone Francesco III Moles, la baronessa Angela Palmieri e qualche famiglia benestante che al Conversi si rivolge per piccoli quadri con cui adornare cappelle private o altarini domestici.
La bottega familiare di Donato Paolo, situata proprio sotto casa nei pressi della Chiesa Madre, soddisfa tutte queste richieste, puntando ad una pittura che, nei trent'anni circa di attività, non si discosterà quasi mai da un canone artistico di forte derivazione seicentesca, che ha le sue radici nei pittori lucani Antonio Stabile, Teodoro D'Errico, Giovanni Donato Oppido e, soprattutto, nel Pietrafesa, allievo quest'ultimo, di Fabrizio Santafede. Radici solide, con ramificazioni verso la Scuola Bitontina, che il Conversi non abbandonerà mai.
Lo schema compositivo conversiano vede il soggetto sempre facilmente individuabile, come nella tela (la più grande tra quelle certe del pittore: m.3,14x2,09) di San Francesco di Paola della chiesa del Purgatorio a Casamassima, dove il Santo vi campeggia in primo piano, maestoso, ieratico e in perfetta simmetria, quasi a formare il tronco di un albero (un richiamo al simbolo araldico del committente Vito Leonardo Stiepo: un albero sul cui tronco è avvinto un serpente?) la cui grande chioma, fatta di nubi, accoglie la SS. Trinità e uno stuolo di angeli adoranti. Completano questo lavoro, firmato e datato 1722 (l'unico finora documentato fuori Turi), alcune scene sullo sfondo riferite a miracoli del Santo.
A Turi, è la Madonna del Carmine e Santi della chiesa dei Riformati di San Giovanni Battista la prima opera del pittore, datata anch'essa 1722 e chiaramente firmata. Qui lo schema rimane simmetrico ma inscritto in un triangolo al cui vertice sono la Vergine e il Bambino Gesù raffigurati ancora alla maniera antica, bizantina, con un chiaro riferimento al Pietrafesa e all'Oppido; le due figure emergono, con angeli e cherubini, da pesanti nuvole rossastre, sotto, San Francesco d'Assisi e San Pietro d'Alcàntara (il fondatore dei Riformati), subito riconoscibili dagli attributi iconografici (il libro e il teschio per il Santo d'Assisi, la Croce per l'altro). Fa da sfondo unificante un ampio e luminoso paesaggio fluviale con un possente ponte turrito.
Nella stessa chiesa francescana si trova un altro quadro certo di Donato Paolo, San Francesco riceve le Stimmate, firmato in modo meno evidente dei precedenti e datato 1733 (di difficile lettura appare solo l'ultima cifra). Può essere definito il lavoro simbolo del Conversi, dove più che altrove si evidenzia il suo linguaggio scarno e devoto, ancora una volta con un aggancio esplicito all'opera del Pietrafesa. La scena è essenziale, i colori caldi ma cupi: in primo piano San Francesco, in alto un cielo nuvoloso, chiuso da arbusti, e il Cristo serafino dal quale si dipartono cinque linee rosse (quasi dei modernissimi raggi laser), che colpiscono mani (magre, parlanti, quasi una seconda firma di Donato Paolo, che si ritrova in tutte le sue opere), piedi e costato; in secondo piano il testimone dell'evento, frate Leone.

Un'altra opera del Conversi, che in documenti sette-ottocenteschi  è indicata in San Giovanni, è quella raffigurante San Pietro d'Alcantara e Santa Teresa d'Avila, ora nella chiesa di San'Oronzo sulla Grotta sempre a Turi. La tela, non firmata né datata (ma potrebbe riferirsi ad un periodo assai vicino alla tela delle Stimmate), ha subito l'ingiuria del tempo, solo in parte mitigata da un intervento di restauro; tuttavia la mano del Conversi vi appare evidente, sia nella semplicità della composizione a due livelli, con Santa Teresa in basso che riposa distesa, ricevendo in visione un San Pietro parlante - 
 (O felice penitenza che mi ha meritato tanta gloria) - sia per lo stile che si può riconoscere soprattutto nelle mani, nei volti, nelle pieghe degli abiti monastici. C'è da dire, tuttavia, che un riscontro documentario lo si trova in un inventario del 1811 dove si parla di un quadro di San Pietro d'Alcantara «pittato da Conversi» presente in San Giovanni.
Al catalogo di Donato Paolo Conversi sono probabilmente da riferirsi anche altre opere non firmate né datate dislocate sempre nella chiesa dei Riformati. Però, questa volta, non si tratta di tele ma di affreschi.
I due dipinti murari ovali nella cappella di Sant'Antonio, raffiguranti Storie di Sant'Antonio da Padova, nell'impostazione compositiva e cromatica - sia pure resa poco leggibile da errati interventi di restauro - evidenziano una fortissima somiglianza con le due tele ovali raffiguranti Storie di Sant'Antonio e San Domenico, datati e firmati, sia pure in modo generico Conversi Pin. 1751, della chiesa degli Scolopi di San Domenico sempre a Turi. Si tratta, sia nel primo sia nel secondo caso, di scene affollate di personaggi, dove il Santo di riferimento, pur sempre evidente, appare più decentrato rispetto alle composizioni giovanili del pittore; anche i colori sono più vivaci e i paesaggi più ricercati, tanto da far pensare che la maturità artistica di Donato Paolo sia stata in qualche modo positivamente influenzata da una mano più fresca, più settecentesca. Questo potrebbe far supporre che abbiano potuto avere un qualche ruolo innovativo i figli del pittore, Giovanni Battista (pittore di professione, morto a 21 anni nel 1752) e Giuseppe, che nel 1750 viene indicato nel Catasto Onciario «pittore di professione» nonostante la sua giovane età (16 anni appena). Figlio, quest'ultimo (dell'altro, invece, non si conosce purtroppo nessuna opera), che riporterà nell'interessante ciclo di affreschi del chiostro francescano di Santa Maria di San Luca a Valenzano - l'unica sua opera conosciuta - molto dell'esperienza del padre-maestro.
Ancora in San Giovanni, un lacerto di pittura in una lunetta è tutto quello che oggi risulta visibile del ciclo di affreschi che dovette ricoprire tutto il chiostro dell'annesso convento dei Riformati, pitture in parte ancora nascoste sotto moderne scialbature che aspettano di essere riscoperte; il frammento rappresenta un San Francesco in adorazione del Cristo trionfante, che è una copia speculare del Santo d'Assisi che troviamo nella già citata tela del Carmine. Una somiglianza che è quasi una firma di Donato Paolo, così come quasi una firma (ma in questo caso la prudenza è d'obbligo) potrebbero essere quei visini rotondeggianti, quelle labbra rosso vivo, quelle vesti sgargianti, quelle pose familiari che ritroviamo in altre opere d'arte sparse qua e là nelle chiese di Turi.
Nella Matrice dell'Assunta, ad esempio, non sembrano estranei allo stile di Conversi gli inserti pittorici di tre altari lignei, tutti realizzati negli anni '40 del XVIII secolo, quando il «magnifico» (così è indicato nei documenti d'archivio) Donato Paolo Conversi appare fortemente inserito negli ambienti che contano della città; la Santa Lucia e il San Vito dell'altare della Trinità dei de' Paola, in fondo alla navata di destra, si potrebbero benissimo accostare alle figure degli ovali di San Domenico e San Giovanni; anche il San Girolamo (datato 1747), posto a coronamento dell'altare dell'Immacolata, non appare lontano dai Santi sofferenti e ieratici di Donato Paolo.
La ricerca non può quindi che continuare, in primo luogo nella direzione di un più certo aggancio documentario che possa meglio suffragare ipotesi forse un po' azzardate al momento, anche se verosimili. Anche altri quadretti, come il San Vincenzo Ferrer della chiesa di Santa Chiara, indicano la strada percorsa dal maestro. Intanto, ciò che resta dell'attività di Donato Paolo Conversi conta già abbastanza e consente di inserirlo, con lo spazio dovuto, nella storia dell'arte locale e regionale.